# ゴジラ対メカゴジラ
- ゴジラシリーズ > ゴジラ対メカゴジラ
- 東宝チャンピオンまつり > ゴジラ対メカゴジラ

『ゴジラ対メカゴジラ』（ゴジラたいメカゴジラ）は、1974年（昭和49年）3月21日に「東宝チャンピオンまつり」の一編として公開された日本の特撮映画。配給は東宝、製作は東宝映像。「ゴジラシリーズ」の第14作。カラー、シネマスコープ。略称は『メカゴジラ』『対メカゴジラ』。監督は福田純、主演は大門正明。
観客動員数は133万人。
公開時のキャッチコピーは、「宇宙をとび ミサイルを撃ち込む！ 全身が武器の凄いゴジラが現われた！」。

## 概要
ゴジラ誕生20周年記念映画。翌1975年開催予定の沖縄国際海洋博覧会に絡め、沖縄本島を舞台として製作された。そのほか、富士山や御殿場市なども舞台とされ、全体的にスケールの大きな作品となっている。
本作品では、ゴジラを模したロボット怪獣メカゴジラが初登場した。ゴジラ同士の対決という構図は、怪獣対決路線のひとつの到達点であり、シリーズ10年目に登場したキングギドラと同様、以降の作品にもたびたび登場する強力なライバルキャラクターとなった。また、ロボットキャラクターの登場は、当時ブームとなっていたロボットアニメの影響もあったとされる。
ストーリー面では、「人類対侵略者」という前2作の要素は引き継ぎつつも子供向けには傾倒しておらず、主人公たちと侵略者との駆け引きや、沖縄の伝説を巡る神秘性など、メカゴジラの多彩な戦闘シーンのみならず、娯楽活劇の要素を全面に押し出している。
2024年には4Kデジタルリマスター版が制作され、2025年1月10日から1月16日までゴジラ70周年記念企画「ゴジラ・シアター2025」にて上映された。

## ストーリー
沖縄国際海洋博覧会会場の建築技師の清水敬介は、東京から観光に来ていた弟・正彦と共に安豆味城跡を訪れていた。そこで観光客相手に伝統歌謡・仲里節を実演していた国頭那美は、怪獣が街を焼き払う啓示を受けて昏倒する。その後、沖縄の玉泉洞を訪ねた正彦は、洞内で不思議な金属を発見する。一方、会場予定地の建設現場では壁画が描かれた洞穴が発見され、首里大学の考古学者・金城冴子は壁画から「大空に黒い山が現れる時、大いなる怪獣が現れ、この世を滅ぼさんとする。しかし赤い月が沈み、西から日が昇る時、2頭の怪獣が現れ人々を救う」という予言を読み解く。冴子は洞穴内に安置されていたシーサーの置物を携え、敬介と向かった東京で彼の叔父である城北大学の考古学の権威・和倉博士のもとを訪れるが、その途中の飛行機内で「黒い山のような雲」を目撃していた。そのころ、正彦は玉泉洞で拾った金属片を宇宙工学の権威である宮島博士のもとへ持ち込む。宮島博士はこの金属片を、地球上に存在しない宇宙金属・スペースチタニウムであると断定する。その晩、和倉博士宅は謎の男・R1号に襲撃されて置物を盗まれそうになるが、敬介の活躍によって事なきを得る。R1号は置物の奪取に失敗するも敬介を痛めつけ、逃走していった。
まもなく、富士山が噴火して巨大な岩石が飛び出し、その中からゴジラが出現する。しかし、そのゴジラは、盟友であるはずのアンギラスを撃退する。その現場で、敬介も奇妙な金属片を拾う。宮島博士は、正彦が玉泉洞で拾った金属片とこれが同じものと分析し、敬介とともにゴジラの後を追うことにする。
一方、ゴジラは東京湾で石油コンビナートを襲撃し、黄色い放射能火炎を吐いてコンビナート地帯を破壊する。そこに、工場の建物内からもう1頭のゴジラが出現し、敬介たちの目の前で激闘が繰り広げられる。すると、先に現れたゴジラの皮膚が破け、その下から白銀色に光り輝く金属部分が露出する。それを見た宮島博士は、偽ゴジラの正体が全身をスペースチタニウムで構成されたロボット怪獣・メカゴジラであると看破する。偽ゴジラに撃退されたアンギラスは、本物のゴジラを呼ぶために現れたのだった。全身を露出したメカゴジラを相手にゴジラは戦闘を開始するが、放射能火炎がメカゴジラの放った破壊光線との激突で爆発したゴジラは海に消え、頭部のコントロールマシンにトラブルが発生したメカゴジラは空へ飛び去る。
事件の裏に宇宙人の陰謀を確信した宮島博士は、正彦や娘の郁子らとともに翌日に沖縄へ飛び、正彦の拾ったスペースチタニウムを手掛かりに玉泉洞を探査するが、待ち受けていた宇宙人たちにより、洞内に作られた基地内に連行されてしまう。娘たちを人質に取られた宮島博士は宇宙人の黒沼司令に脅迫され、心ならずもコントロールマシンの修理に手を貸す。
そのころ、和倉博士はついに置物の文様の謎を解読し、「西から日が昇る時、この置物を安豆味城の石のほこらの上に置け」との一文を読み出す。置物は、沖縄の守護神である伝説の怪獣「キングシーサー」の眠りを解くアイテムだったのだ。これを恐れていた宇宙人は、再びR1号を向かわせる。敬介と冴子はフェリーさんふらわあからクイーンコーラルを乗り継ぎ、敬介が船上で猿人の正体をさらしたR1号を追撃するも追い詰められるが、R1号は何者かの銃撃で撃退されて置物ごと海中に没してしまう。だが、置物は一計を案じた敬介と船長の手で偽物にすり替えられており、翌日、船内の金庫に保管されていた本物の置物は宇宙人の裏をかく形で無事に沖縄へ持ち込まれた。そのころ、洋上の孤島には落雷を浴び続けるゴジラの姿があった。
冴子をホテルに待たせ、単身で玉泉洞へ向かった敬介は宇宙人に襲われるが、インターポールの南原によって救われる。半年前から宇宙人の陰謀を察知していたインターポールは敬介を注視しており、船上でR1号を倒したのも実は南原だった。敬介は南原の力を借り、宇宙人の服を奪って基地に侵入すると、車を宇宙人の細工で失うも処刑室で蒸し殺されかけていた宮島博士らを助け、基地から逃走する。そのころ、夜空には「赤い月が沈み」つつあった。敬介らは安豆味城跡に向かい、再び基地の破壊に向かう南原には正彦と責任を感じた宮島博士も同行する。
敬介と冴子たちは置物を持って安豆味城跡へ急ぐが、すでに宇宙人たちの手が回り、那美とその祖父・天願が人質になっていた。置物との交換を要求する宇宙人たちに、天願は「ヤマトンチューのせいでこうなった」と、敬介らをなじる。絶体絶命かと思われたその時、インターポールの田村が助けに入る。こうしてほこらに置物が設置されると、予言通りに蜃気楼によって「西から昇った」朝日の光は彼らの目の前で置物によって増幅され、万座岬の岩山を撃つ。大爆発で崩落した岩肌からはキングシーサーが姿を現すが、まだ深い眠りから覚めないままだった。
宇宙人基地ではキングシーサーを始末すべく、黒沼司令が修理の完了したメカゴジラを再起動させる。基地に潜入した南原と宮島博士、正彦はまたも宇宙人に捕縛され、コントロール室に連行されてこれを見守ることとなってしまう。玉泉洞地下から発進したメカゴジラが万座岬へ迫ったとき、意を決して万座毛の浜辺に走り出した那美を見て、天願は一同に「キングシーサーを目覚めさせる者は、安豆味王族の継承者、那美しかいない」と告げる。
まもなく、那美が捧げた「ミヤラビの祈り」によってキングシーサーは覚醒し、咆哮をあげてメカゴジラに立ち向かう。メカゴジラの破壊光線をキングシーサーは両目のプリズムアイで反射するなど善戦するが、メカゴジラの圧倒的な火力の前に苦戦するようになっていく。そして、キングシーサーが最大の窮地に瀕した時、傷が癒えて落雷を浴び続けたことで磁力体質となったゴジラが、古代人の予言に導かれたかのように海から現れる。宇宙人のコントロール室では、宮島博士と南原がコントロールマシンを再び破壊するべく、形勢逆転の機会をうかがっていた。
メカゴジラの圧倒的な攻撃にゴジラとキングシーサーは苦戦するが、ゴジラは磁力でメカゴジラを引き寄せて首をもぎ取る。南原は宇宙人がメカゴジラの敗北で呆然としている隙に宮島博士の指示でコントロールマシンの破壊に成功し、爆破する基地から逃走する。メカゴジラや黒沼司令を失った宇宙人は、基地の崩落と運命を共にした。勝利したゴジラが海へ去り、キングシーサーが再び眠りについた後、置物は元の祠に安置されるのだった。

## 登場人物
清水 敬介（）
本作品の主人公。沖縄海洋博の工事に従事する建築技師。26歳。
工事現場で獅子の置物を発見したことで、ブラックホール第3惑星人の陰謀に巻き込まれることとなる。愛車は、オレンジ色の日産・スカイライン。

清水 正彦（）
敬介の弟である大学生。20歳。
休暇中に沖縄を訪れ、玉泉洞でスペースチタニウムの破片を拾ったことから事件に巻き込まれる。

金城 冴子（）
本作品のヒロイン。首里大学考古学研究室の研究生。25歳。
沖縄海洋博の工事現場で発掘された壁画の解読を行う。
- 脚本を手掛けた山浦は、「金城」は沖縄ではポピュラーな名字であるとしながらも、友人であった金城哲夫への思いが含まれていた可能性も述べている。書籍『ゴジラ画報』では、原作者の1人である福島正実が金城への想いを託したヒロインと述べている。

国頭 那美（）
沖縄民謡の歌い手。19歳。
安豆味王朝の末裔で、怪獣の出現を予知することができる。祖父が本土の人間を怨んでいることを憂いている。「ミヤラビの祈り」を歌い、キングシーサーを復活させる。

宮島 郁子（）
宮島秀人の娘。19歳。
父の助手を務めていたが、玉泉洞でブラックホール第3惑星人に捕らえられる。

宮島 秀人（）
ノーベル賞受賞歴もある宇宙工学の権威。47歳。
正彦が持ち込んだ金属片を分析してスペースチタニウムと断定し、その後に出現したにせゴジラの正体がメカゴジラであると見抜く。しかし、調査のために訪れた玉泉洞でブラックホール第3惑星人に捕らえられ、郁子を人質にされてメカゴジラの修理に協力させられる。

和倉博士（）
城北大学教授で、清水兄弟の叔父。
獅子の置物に記された古代文字の解読を依頼される。研究以外であまり外出することはない。

南原（）
フリーのルポライターと称して敬介や冴子の周辺に出没する男。その正体は秘密裏にブラックホール第3惑星人の動向を調査していたインターポール捜査官であり、身分を明かした後は宮島と正彦の協力を得て敵基地の破壊工作に臨む。
射撃、格闘、判断力のいずれも優れており、インターポールの特殊装備を活用する。

田村（）
インターポール捜査官。南原の同僚。安豆味城跡で敵の人質に取られた那美と天願を救出する。

国頭 天願（）
那美の祖父。78歳。
大和人の侵略によって祖先を滅ぼされた遺恨から、本土の人間を快く思っていない。

## 登場キャラクター
ゴジラ

メカゴジラ

にせゴジラ

キングシーサー

アンギラス

### 大宇宙ブラックホール第三惑星人
地球征服を狙う宇宙人。地球人に変装しているが正体はゴリラのような顔をしており、死ぬと猿人の顔に戻る。全員とも顔にはトゲのようなものが付いており、司令官の黒沼の正体のみ一面に付いている。銀一色のコスチュームを別とすれば、変装後の姿は地球人と区別がつかない。血液の色は緑色。
沖縄本島の玉泉洞地下に建設した基地を拠点として地球侵略を遂行し、地球で最強の怪獣であるゴジラを倒すため、研究した能力を元に建造したメカゴジラをゴジラに差し向ける。沖縄の守護怪獣であるキングシーサーの存在も把握しており、その復活を阻止するため、復活の重要なアイテムであるシーサーの置物を奪おうとスパイ「R1号」を暗躍させるが、失敗した。
基地では、黒沼がマイクでメカゴジラに指示を出し、にせゴジラからメカゴジラへの変身も黒沼がスイッチで操作する。入り口の合言葉は、「アルファ」と「ケンタウルス」。
次作『メカゴジラの逆襲』にも引き続き登場し、メカゴジラの改修機であるメカゴジラ2をチタノザウルスと共に差し向け、再び地球侵攻を企む。終盤には、本作品で登場しなかった宇宙船も登場する。
黒沼（）
地球征服司令官。コントロールルームにて葉巻やブランデーを嗜む。
- 名前は「ブラックホール」をもじったもので、「沼」は「穴」からの連想による。
- 演じる睦五朗は、力を抜いた浮遊感のある喋り方を意識し、グラスの持ち方も行儀の良い作法を無視することで、普通じゃないキャラクターとすることを意図していた。特技監督の中野昭慶は、特殊メイクなどに頼らずとも喋り方ひとつで異質さを表現していた睦の演技力を評価している。

柳川（）
ブラックホール第3惑星人の工作員。コードネームはR1号。
獅子の置物を狙い、和倉博士や敬介らを襲撃する。地球製のサイレンサー装備の自動式拳銃やナイフを使用する。
- 猿面の造形物は、市販のゴムマスクの流用[55][107]。特技監督の中野いわく、猿人の顔という設定は、R1号を演じた草野大悟のイメージによるものだという。主演の大門正明によれば、正体を現すシーンはメイクを徐々に変化させて細かくカットをつないでおり、草野は顔を5時間近く動かせず不機嫌であったという[108]。一方で、黒沼の部下役の遠矢孝信は、同シーンでは特殊メイクで変化する様子をストップモーションで描写する予定であったが、うまくいかずゴムマスクを用いることになったと証言している[109]。アップの手は助監督の浅田英一のもので、ストップモーションにより1コマずつ毛を糊付けしている[110]。
- 衣装はメカゴジラの体色と共通する銀色となっており、次作にも流用された。
- 銃のプロップは、『怪獣総進撃』で使用された銃を塗り替えたもの[111][注釈 12]。2019年の時点で2丁の現存が確認されている[113][111]。黒沼の銃のみ、『怪獣大戦争』でのX星人の銃を流用している[113][111]。
- 次作のDVDの特典映像「これがブラックホール第3惑星人だ！」では、司令官ムガールの顔が黒沼と酷似している点について、「ムガールに憧れていた黒沼が勝手にムガールと同じ面を使用していたため」と言及している。
- 弱点については劇中で言及されていないが、プロデューサーを務めた田中友幸が著者も務めた幼児向け書籍『ゴジラ対メカゴジラ!』では、熱に弱いとの旨が説明されている[114]。
- 2017年 - 2018年公開のアニメ映画3部作『GODZILLA』では、ブラックホール第3惑星人から着想を得て設定された異星人ビルサルドが登場する。詳細はGODZILLA (アニメ映画)#種族・生物を参照。

## 設定
スペースチタニウム

獅子の置物
沖縄海洋博覧会の建設現場で発見された古代沖縄人の洞窟に安置されていた置物。安豆味城の祠に設置することで目から光を放ち、キングシーサーを復活させる。
- 造形物は石膏製で、目には電飾が仕込まれている。この造形物は、2014年時点で現存が確認されている。

宮島博士のパイプ
宮島秀人がスペースチタニウムで自作したパイプ。2つに分けることで電磁波を発生させることができ、玉泉洞基地を破壊した。
- 造形物は金属製。清水敬介役の大門正明は、実際にタバコを吸うことができたと証言している。この造形物は、2014年時点で現存が確認されている。

## キャスト
- 清水敬介[出典 36]：大門正明
- 清水正彦[出典 37]：青山一也
- 金城冴子[出典 38]：田島令子
- 国頭那美[出典 39]：ベルベラ・リーン
- 宮島郁子[出典 40]：松下ひろみ
- 宮島秀人[出典 41]：平田昭彦
- 和倉博士[出典 42]：小泉博
- 黒沼[出典 43]：睦五郎
- 南原[出典 44]：岸田森
- 船長[出典 45]：佐原健二
- 柳川[出典 46]：草野大悟
- 田村[出典 40]：鳥居功靖
- 現場監督[出典 47]：小川安三
- 国頭天願[出典 48]：今福正雄
- 黒沼の部下[出典 49]（黒沼の部下A[出典 50]）[注釈 13]：渡辺高光
- 黒沼の部下[118]（黒沼の部下B[8][67]、ブラックホール第三惑星人[132]）[注釈 13]：遠矢孝信
- ホテルフロント[出典 51][注釈 14]：鹿島信哉
- 黒沼の部下[118][注釈 13]：柳沢優一
- 記者[出典 52]（海洋博の記者[135]）[注釈 14]：北川陽一郎
- ゴジラ[117][118]：図師勲
- メカゴジラ[117][118]：森一成
- キングシーサー[117][118] / アンギラス[出典 53][注釈 15]：久須美護

### キャスト（ノンクレジット）
- 工事現場作業員：草間璋夫、熊谷卓三[136]
- 尾崎孝二[109]、有川兼光[109][注釈 16]
- ラジオアナウンサーの声：市川治[137]

## スタッフ
参照
- 製作：東宝映像株式会社
- 製作：田中友幸
- 原作：関沢新一、福島正実
- 脚本：山浦弘靖、福田純
- 撮影：逢沢譲
- 美術：薩谷和夫
- 録音：矢野口文雄
- 照明：森本正邦
- 音楽：佐藤勝
- 監督助手：西川常三郎
- 編集：池田美千子
- スチール：田中一清
- 録音：東宝録音センター
- 効果：東宝効果集団
- 現像：東京現像所
- 製作担当者：篠田啓助
- 特殊技術
  - 撮影：富岡素敬、山本武
  - 美術：青木利郎、小村完
  - 合成：三瓶一信
  - 光学撮影：宮西武史
  - 光学作画：川名正
  - 操演：小川昭二
- 協力：日本高速フェリー、全日空、沖縄-玉泉洞、照国郵船
- 特技監督[注釈 17]：中野昭慶
- 監督：福田純

### スタッフ（ノンクレジット）
- 配給：東宝[出典 3]
- 助監督：神澤信一（セカンド）[110]、小林俊夫、浅田英一（フォース）[110][138]
- 撮影助手：柿沼勝、長谷川光広、佐藤祐史、櫻井景一[138]
- 照明助手：広沢賢次、高橋保夫、三上鴻平、白川弘[138]
- 特殊技術
  - 特殊効果：渡辺忠昭
  - 造形：安丸信行
  - 監督助手：川北紘一[138]
  - 美術助手：井口昭彦
  - 光学撮影：川北紘一

## 主題歌
「ミヤラビの祈り」
作詞：福田純 / 作・編曲：佐藤勝 / 唄：ベルベラ・リーン
「メカゴジラをやっつけろ」
作詞：福田純 / 作・編曲：佐藤勝 / 唄：ベルベラ・リーン
劇中のメカゴジラのテーマ曲に歌詞を載せたもの。映画公開に合わせ、東宝レコードより「ミヤラビの祈り」と共にEP盤レコード形態で発売された際のB面曲である。

## 製作
原作としてクレジットされている福島正実は、企画に参加していた沖縄国際海洋博覧会で田中友幸から本作品のアイデアを求められ、その意見を元に関沢新一が原作としてまとめたとされる。
脚本は東宝作品には初参加となる山浦弘靖が担当。山浦は、監督の福田純から直接電話で依頼を受けたが起用の理由は定かではない。山浦は、憧れのゴジラシリーズに参加できたことが嬉しかった一方で、ゴジラをヒーローとして描くことには納得がいっていなかったと述懐している。
本作品の原型となった『大怪獣沖縄に集合！残波岬の大決斗』ではメカゴジラが登場しない内容になっており、その時点ではゴジラ、モスラ、アンギラス、新怪獣の「機械怪獣ガルガン」と「ガルガ星人」が登場予定で、キングシーサーを眠りから呼び覚ます「那美」がこの脚本に初登場しており、設定はそれぞれキングシーサーやメカゴジラに受け継がれた。メカゴジラの登場が決まった検討用台本時のタイトルは『残波岬の大決斗 ゴジラ対メカゴジラ』であり、その内容は侵略者R星人の尖兵のガイガンとメカゴジラにゴジラがキングバルカン（キングシーサー）とともに立ち向かうというものだった。山浦は、執筆には時間がなく、最終的には山浦が執筆したものを福田が手直ししたものが決定稿になったと述べている。
特技監督の中野昭慶は、公開前の新聞記事で「コミカルさを捨ててシャープでスマートなゴジラを狙っている」ことを宣言していたが、後年のインタビューでこれは大人向けを意識したわけではなく「新しい子供向け」を意図していたものであったと述べている。
劇中音楽は、『怪獣島の決戦 ゴジラの息子』（1967年）以来7年ぶりに佐藤勝が担当。ジャズ調の軽快なメカゴジラのテーマや沖縄音楽を基にしたBGMが、映画を盛り上げている。中野によれば、録音時にフィルムを観た佐藤はゴジラとメカゴジラの闘いの映像のパワフルさに驚き、映像に負けないようにとその場でスコアを書き直したそうである。和倉博士邸でのアクションシーンや決戦場面では、それぞれ同じ佐藤による『姿三四郎』（内川清一郎監督、1965年）、『怪獣島の決戦 ゴジラの息子』（福田純監督、1967年）の劇伴音楽が流用されている。

### 沖縄での撮影

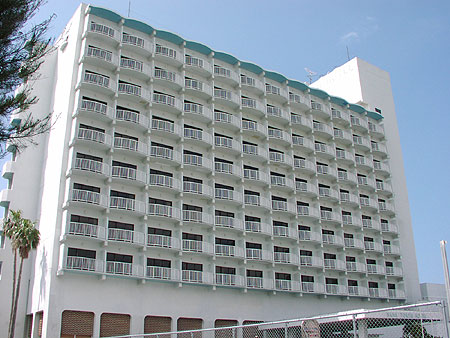
ロケに使われた「那覇東急ホテル」

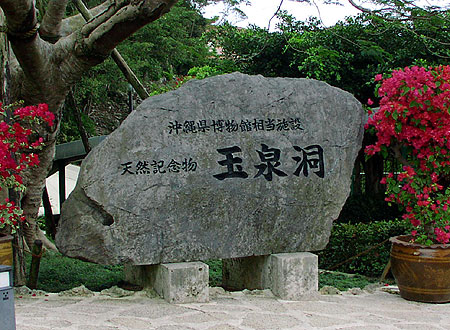
宇宙人の基地のロケに使われた「玉泉洞」

沖縄県は本作品公開から2年前の1972年に日本へ返還されたばかりであり、ひときわ注目を集めていた時期に当たる。沖縄海洋博では、ゴジラシリーズのプロデューサーである田中友幸が三菱海洋未来館の総合プロデューサーを務めており、本作品原案の福島正実も同企画に参加していた繋がりで本作品の依頼を受けた。
各方面とのタイアップに裏打ちされ、主人公たちが滞在する那覇東急ホテルや九州・沖縄航路の豪華フェリーなど、当時の沖縄観光の各種風物が記録された。特技監督を務めた中野昭慶によれば、当時は返還されたばかりで法整備が間に合っていなかったことからまだパスポートが必要であり、自動車も右側通行であったという。また、軽く触る程度ではあるが、国頭天願の台詞を通じてウチナンチュ（沖縄人）の日本本土に対する複雑な感情にも触れられている。演出面では、アクション映画に実績のあった監督の福田純によって国際警察の様々な小道具も登場する、スパイ映画風味のサスペンスドラマに仕上げられている。福田は、ゴジラとメカゴジラの対立構造を人間側でも強調しつつ、怪獣のインパクトにドラマが負けないようアクション面を強化したと述べている。
本作品では日本が舞台にもかかわらず、怪獣作品で恒例の逃げる人々や兵器車両はおろか、自衛隊をはじめ防衛軍や防衛隊の類も一切登場しない。また、在日米軍も一切登場しない。中野の回想によると、沖縄が日本へ返還されたばかりとの事情を踏まえ、自衛隊や在日米軍を出すのを避けたという。検討用台本では、防衛軍と在日米軍が出動する描写があった。
脚本を手掛けた山浦は、シナリオハンティングに同行できなかったため、沖縄の描写が『モスラ』のインファント島のようなエキゾチックなものになってしまったと述懐している。
フォース助監督の浅田英一によれば、フェリーでの撮影では、あまりの寒さゆえにスタッフにはポケット瓶のウイスキーが配られたという。撮影助手の桜井景一も、寒風吹きすさぶ船上での撮影に苦労した旨を語っている。
黒沼の部下を演じた遠矢孝信によれば、玉泉洞でのアクションでは、同じく黒沼の部下役である渡辺高光が鍾乳石を傷つけないよう気遣った殺陣をつけていた。

### 特撮
『ゴジラ対ヘドラ』（1971年）以来、特殊技術として参加していた中野昭慶は『日本沈没』で特技監督の肩書を得て、ゴジラシリーズでは本作品が初めて特技監督としての参加となった。
特撮スタッフは中野のほか、『ウルトラマンA』（1972年）や『流星人間ゾーン』（1973年）などテレビ作品の仕事を終えた川北紘一が『ゴジラ対ヘドラ』以来3作ぶりに復帰した。特大ヒットとなった『日本沈没』の後だけに、川北も「熱が入った」と語っており、「『日本沈没』で中野特撮を観たお客さんが多数来るはずだから、チンケなものは出来ないはずだ」と中野に進言し、スタッフに加わっている。川北はメカゴジラの設定全般を担当したほか、本編班と特撮班を掛け持ちして本作品を支えている。『日本沈没』では、本編に特撮描写を融合することが目指されていたが、本作品ではメカゴジラの存在を強調する演出がなされた。
川北は、光線作画に『ウルトラマンA』での経験を活かし、きらびやかな光線技を取り入れている。フォース助監督であった浅田英一によれば、川北は合成に神経を使っており、合成担当の宮西武史に対しダメ出しを行うこともあったといい、宮西も川北は出来上がりに満足できないと自ら手を出そうとしてくるのでプレッシャーであったと述べている。また、編集助手の近藤久は、合成作業の多さから編集用のネガのロールが歯抜け状態となってしまい、監督の福田純が頭を抱えていたと証言している。
川北によれば、本作品の予算は『ゴジラ対ヘドラ』とほぼ同額で、主だったセット以外にミニチュアを組む余裕がなかったという。本編に目を向けると、沖縄ロケはすべてタイアップであり、東宝はこの部分の予算を負担していない。フェリーでのアクション撮影に至っては沖縄へ向かう途中の船上で行っており、「予算ばかりか時間もない」（川北談）という製作状況だった。だが、この川北の発言とは逆に中野は、「ゴジラ誕生20周年として予算が上積みされた」と述べている。このように必ずしも潤沢とは言えない状況下で制作されたが、川北は「カラフルな光線技と中野監督による派手な爆発で、『ゴジラ対ヘドラ』と同額予算での製作には見えない迫力は出せたと思う」と語っている。一方で中野は、当時の自身は演出のあり方に思い悩んでおり、色彩の美しさに逃げたと述懐している。
コンビナートのシーンは、『日本沈没』の映像やミニチュアを流用する前提で設けられた。特殊美術の青木利郎によれば、コンビナートのセットはシネスコを意識しており、横長だが奥行きはなく、プラント設備も書き割りで表現しているなど、低予算をアイデアで乗り切ったという。爆発用のタンクは東宝特美、ブリキ製のミニチュアは戸井田板金製作所でそれぞれ制作された。コンビナートの爆破は、特殊効果助手の関山和昭が担当した。
コンビナートのほかに、沖縄の民家のミニチュアも制作された。岬のセットは、東宝撮影所第9ステージに水を張ったセットプールとして設営された。水には青い色素を溶かして海の深さを表現しており、圧搾空気や窒素ガスなどで泡や水柱を演出している。セカンド助監督の神澤信一によれば、セットプールに仕込まれたアークライトが漏電しており、スタッフが皆感電していたという。周囲の雲はスモークで表現しており、特効助手の関山によれば、下がプールであったため空気が冷えており、うまく温度差の層ができたという。
中野は、他作品ではホリゾントの背景を暗い空とすることを好んでいたが、本作品ではロケハンで訪れた沖縄の青空に感動したことから、最終決戦のセットは青空とし、美しい映像づくりを意図したという。空を明るく描く手法は円谷英二が用いた「円谷カラー」でもあった。
『流星人間ゾーン』や前作『ゴジラ対メガロ』で見られた子供向けのコミカルな描写はやや影を潜めている。逆に、『ゴジラ対ヘドラ』以降に増加した残虐かつ過激な描写はさらに増やされ、円谷が決して描かなかった流血シーンや、メカゴジラの猛攻の前にゴジラが絶命したのではないかと思わせるシーンまで描かれた。中野は、流血描写は東宝の重役からの指示であったと述べており、ガメラシリーズや東映の任侠映画などへの対抗意識があったとされる。ゴジラが沖縄に上陸する場面では、「丘の稜線からゴジラの巨大な頭部が徐々に姿を現す」という、第1作『ゴジラ』（本多猪四郎監督、1954年）での大戸島上陸シーンを思わせる構図も見られ、演出・アクション面では前作までと一線を画している。
アンギラスの出演シーンでは、本編の御殿場ロケ時に雪が積もってしまったため、急遽シッカロールによる雪の表現が加えられた。
富士山の噴火シーンは、本来は連続した噴火を表現していたが、ピアノ線に爆破の光が反射してしまい、岩が噴出する場面しか使用することができなかった。
神澤によれば、メカゴジラのドックのセットは狭く、引きの画面はワイドレンズでなければ撮れず、宣伝スチールのカメラマンも撮り方に苦心していたという。ドックのデザインを担当した美術助手の小村完も見せ方を考えるのに苦労したといい、この時のノウハウが後に川北が演出を手掛けた『機動戦士ガンダム』のプラモデルCMでの宇宙基地などに活かされているという。ドックの下部を人が歩くシーンは、大プールのホリゾントで撮影した人物を合成しており、川北は狙い通りの出来であったと述べている。
特撮班のクランクアップは公開まで1か月を切った1974年2月23日で、逼迫したスケジュールでの制作であった。

### 配役
当時のゴジラシリーズには珍しく子役俳優がまったく登場しない一方、平田昭彦、小泉博、佐原健二、睦五郎、岸田森といった往年のゴジラシリーズや特撮作品の常連俳優が多数出演するなど、「原点回帰」とも言えるキャスティングも成された。
国頭那美役のベルベラ・リーンは、台湾人歌手・鄭秀英が本作品のみで使用した別名義。本作品のほか、東宝レコードからシングルを1枚発売していたが、当時はプロフィールなどが公開されていなかったため、長らく謎の人物として扱われていた。

## 海外公開版
アメリカでは、シネマ・シュアーズ社による配給で『Godzilla vs the Cosmic Monster』というタイトルが付けられ、公開された。当初は『Godzilla vs The Bionic Monster』となる予定だったが、ユニバーサル・ピクチャーズから『バイオニック・ジェミー』（原題は『The Bionic Woman』）と『600万ドルの男』（作中、主人公が「バイオニック・マン (Bionic Man)」と呼ばれる）の商標および著作権侵害として法的処置も辞さないと抗議が来たため、変更された。英語の吹き替えは東宝によるもので香港で録音された。流血シーンなどがカットされており、1988年にノーカット版が原題に沿った『Godzilla vs Mechagodzilla』のタイトルでニューワールドビデオから発売された。

## 映像ソフト
- VHS 品番 TG1181[29][9]。
  - 1992年7月1日に廉価版発売[164]。品番 TG4357[165][166]
- LD 品番 TLL2086[9]、TLL2228[166]
- DVDは次作『メカゴジラの逆襲』とともに2002年11月21日にジュエルケース版が発売[167]。オーディオコメンタリーは中野昭慶[167]。
  - 2008年3月28日発売のトールケース版「ゴジラ DVDコレクションIII」に収録されており、単品版も同時発売[168]。
  - 2005年4月22日発売の「GODZILLA FINAL BOX」に収録されている[169]。
  - 2014年5月14日には「ゴジラ60周年記念」として期間限定の廉価版が発売[170]。
  - 2016年6月15日、東宝DVD名作セレクション版発売[171]。
- BDは2014年7月16日に発売[172]。

## 同時上映
- 『ウルトラマンタロウ 血を吸う花は少女の精』[173][40]
- 『アルプスの少女ハイジ』[173][40]
- 『侍ジャイアンツ 殺生河原の決闘』[40]
- 『新造人間キャシャーン』[40]
- 『ハロー!フィンガー5』[40]

## 漫画
- 蛭田充によって、「別冊少年チャンピオン」（秋田書店）の1974年4月号に掲載[174][175]。

## 関連テレビ番組
本作品が公開された1974年3月21日、フジテレビ系列で本作品の宣伝を兼ねた特別番組『決闘!! ゴジラ対怪獣軍団』が放送された（木曜20時 - 20時55分）。ゴジラを中心に、怪獣の歴史をたどるフィルム構成番組で、構成は本多猪四郎が手掛けた。石川進と山崎好子がナレーションを担当した。
公開時期には、テレビ番組に関係者がゲスト出演するなど、本作品の宣伝が行われた。
- 『バラエティだよ どんと行け!』（NETテレビ、1974年3月16日） - 中野昭慶が出演[178]。構成は本多猪四郎が手掛けた[178]。
- 『東芝ファミリーホール特ダネ登場!?』（日本テレビ、1974年3月20日） - 中島春雄が出演[135]。構成は本多猪四郎が手掛けた[135]。
- 『モーニングジャンボ』（TBS、1974年3月25日） - 本作品とゴジラシリーズの歴史が紹介される[179]。

## タイアップイベント
1974年3月16日には、東海汽船とのタイアップにより「大島でゴジラの成人式」が開催された。伊豆大島の椿まつりにて、御神火茶屋前にてゴジラ（スーツアクター：図師勲）、メカゴジラ（スーツアクター：久須美護）とベルベラ・リーンが本作品のPRを行なった。
1974年3月24日から30日には、同じく東海汽船とのタイアップにより「さるびあ丸で怪獣大会」が催された。